# Nothing but a Burning Light
Nothing but a Burning Light è il diciottesimo album di Bruce Cockburn, pubblicato dalla True North Records nel 1991. Il disco fu registrato tra il maggio ed il luglio 1991 all’Ocean Way Recording di Hollywood (California), tranne A Dream Like Mine, registrato al Scream Studios di Los Angeles (California).

## Tracce
1. A Dream Like Mine – 3:53 (Bruce Cockburn)
2. Kit Carson – 4:12 (Bruce Cockburn)
3. Mighty Trucks of Midnight – 5:54 (Bruce Cockburn)
4. Soul of a Man – 3:52 (Blind Willie Johnson, arrangiamento di Bruce Cockburn)
5. Great Big Love – 5:11 (Bruce Cockburn)
6. One of the Best Ones – 6:57 (Bruce Cockburn)
7. Somebody Touched Me – 4:14 (Bruce Cockburn)
8. Cry of a Tiny Babe – 7:30 (Bruce Cockburn)
9. Actions Speak Louder – 2:59 (Bruce Cockburn)
10. Indian Wars – 6:58 (Bruce Cockburn)
11. When It's Gone, It's Gone – 4:14 (Bruce Cockburn)
12. Child of the Wind – 4:09 (Bruce Cockburn)

## Musicisti
"A Dream Like Mine"
- Bruce Cockburn  - chitarra elettrica, voce
- Booker T. Jones - organo
- Larry Klein  - basso
- Denny Frongheiser  - batteria
- Michael Blair  - percussioni
- Ralph Forbes  - percussioni
- Sam Phillips - accompagnamento vocale, cori

"Kit Carson"
- Bruce Cockburn - chitarra elettrica, voce
- Booker T. Jones - organo
- Michael Been  - basso
- Edgar Meyer  - basso acustico
- Jim Keltner  - batteria, percussioni

"Mighty Trucks of Midnight"
- Bruce Cockburn - chitarra elettrica, voce
- Booker T. Jones - organo
- Larry Klein - basso
- Jim Keltner - batteria

"Soul of a Man"
- Bruce Cockburn - chitarra resonater, voce
- Michael Been  - basso
- Jim Keltner - batteria, washboard

"Great Big Love"
- Bruce Cockburn - chitarra elettrica, chitarra acustica, voce
- T-Bone Burnet - chitarra elettrica
- Larry Klein  - basso
- Denny Frongheiser  - batteria
- Michael Blair  - percussioni
- Ralph Forbes  - percussioni
- Sam Phillips  - accompagnamento vocale, cori
- Jackson Browne  - accompagnamento vocale, cori

"One of the Best Ones"
- Bruce Cockburn - chitarra acustica, voce
- Booker T. Jones  - organo
- Mark O'Connor - violino
- Michael Been  - basso
- Edgar Meyer  - basso acustico
- Jim Keltner  - batteria

"Somebody Touched Me"
- Bruce Cockburn - chitarra elettrica, voce
- T-Bone Burnett  - chitarra acustica
- Booker T. Jones  - organo
- Larry Klein  - basso
- Edgar Meyer  - basso acustico
- Denny Frongheiser  - batteria
- Michael Blair  - tamburello

"Cry of a Tiny Babe"
- Bruce Cockburn  - chitarra elettrica, voce
- Booker T. Jones  - organo
- Michael Been  - basso
- Edgar Meyer  - basso acustico
- Jim Keltner  - batteria
- Sam Phillips  - accompagnamento vocale, cori

"Actions Speak Louder"
- Bruce Cockburn - chitarra elettrica, voce
- Booker T. Jones  - organo
- Larry Klein  - basso
- Edgar Meyer  - basso acustico
- Denny Frongheiser  - batteria
- Ralph Forbes  - percussioni

"Indian Wars"
- Bruce Cockburn - chitarra acustica, voce
- Jackson Browne  - chitarra resonator, voce
- Mark O'Connor  - violino, mandolino

"When It's Gone, It's Gone"
- Bruce Cockburn - chitarra elettrica
- Booker T. Jones - organo
- Edgar Meyer  - basso
- Mark O'Connor  - violino
- Michael Blair  - percussioni
- Ralph Forbes  - percussioni

"Child of the Wind"
- Bruce Cockburn - chitarra resonator, voce
- Booker T. Jones  - organo
- Mark O'Connor  - violino
- Edgar Meyer  - basso acustico